# Římský katechismus

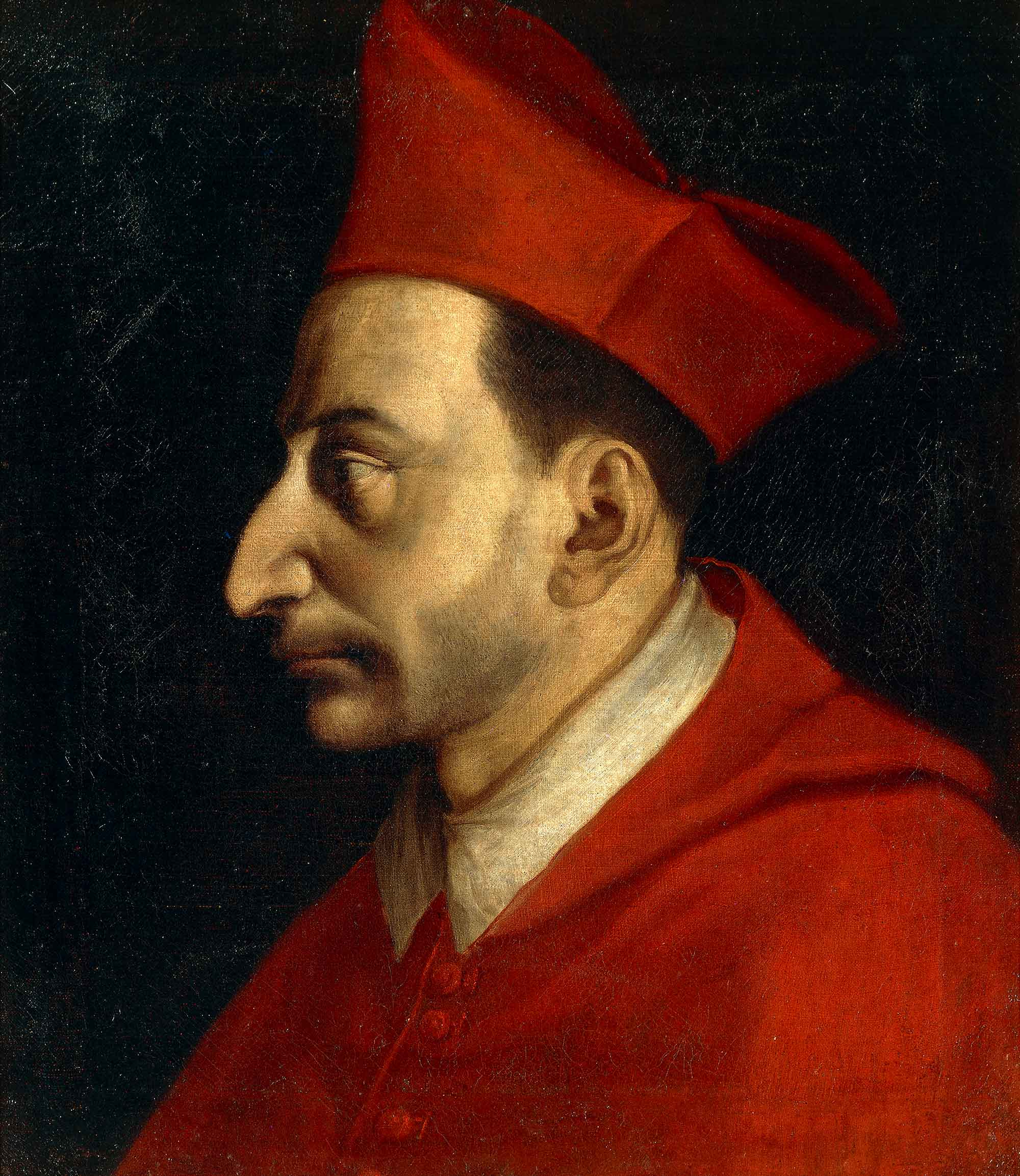
Sv. Karel Boromejský – jedna z hlavních postav stojících za Římským katechismem.

Katechismus tridentského koncilu, nazýván také Římský katechismus nebo Tridentský katechismus, je katechismus určený převážně pro kněze – faráře (ad parochos). Vyhlásila ho oficiálně katolická církev při Tridentském sněmu v 16. století. Byl to jediný ekumenický (všeobecný, tzn. závazný pro celou katolickou církev) katechismus před současným Katechismem katolické církve z roku 1992 a byl určen jako směrodatná příručka sloužící jako základ pro kněze vyučující věřící laiky a přispěl k upevnění katolické nauky proti protestantské reformaci.

## Historie
Výbuch protestantské reformace v 16. století a nové technologie tisku znamenaly, že se Evropou šířilo velké množství populárních teologických pojednání a katechismů, z nichž většina hlásala nauky v přímém rozporu s katolickou církví, a ta je považovala za heretické. Faráři a kněží, kteří byli v bezprostřednějším kontaktu s věřícími, často neměli potřebné teologické znalosti, aby čelili reformačním ideálům, které se rychle šířily a odváděly mnoho věřících od katolické víry.
Při diskusích v rámci Tridentského koncilu vyplynula vůle sjednotit základy učení katolické církve do jediného oficiálního textu: „Vedeni touto situací, otcové Tridentského ekumenického koncilu s živou touhou přijmout nějaký spasitelný lék na tak závažné a zhoubné zlo, neomezili se na to, že by objasnili svými definicemi hlavní body katolické nauky proti všem bludům naší doby, ale stanovili také, aby byla nabídnuta určitá formulace a určitá metoda ke vzdělávání křesťanského lidu v základech víry, jež si mají osvojit ve všech (místních) církvích ti, kteří mají úřad legitimních pastýřů a učitelů.“ (předmluva ke katechismu, 4).
Toto rozhodnutí bylo přijato na 18. zasedání koncilu (26. února 1562) na návrh kardinála sv. Karla Boromejského, který si horoucně přál reformu duchovenstva. Papež Pius IV. svěřil sestavení katechismu čtyřem vynikajícím teologům: Arcibiskupu Leonardo Marinovi z Lanciana, Muzio Calidimu ze Zary, Egidio Foscarinimu, biskupu v Modeně, a portugalskému dominikánovi Fureiro Franciscovi. Dohled nad prací měli za úkol tři kardinálové. Karel Borromejský dohlížel na sestavení originálního italského textu, který byl díky jeho úsilí dokončen v roce 1564; poté byl přezkoumán kardinálem Vilémem Sirletem a přeložen do latiny Paulem Manutien a Juliem Pogianim.
Vyhlášení proběhlo souběžně v latině a italštině v roce 1566 na příkaz papeže sv. Pia V. s názvem „Catechismus ex decreto Concilii Tridentini ad parochos Pii V. jussu editus, Romae, 1566" (in-folio). Koncil nařídil překlady do všech dalších jazyků (Zasedání XXIV, "De Ref", c. VII). Do češtiny byl přeložen ve 40. letech 19. století.

## Obsah

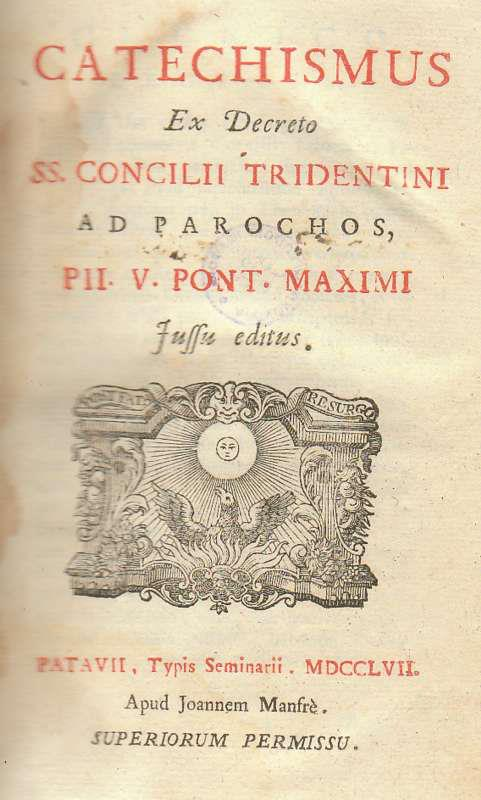

Koncil chápal katechismus jako oficiální příručku pro vzdělávání lidu, sedmý kánon "De reformatio" (Zasedání XXIV) zní: „Aby věřící mohl přistupovat ke svátostem s větší úctou a zbožností, Svatý synod pověřuje všechny biskupy, aby vysvětlovali gesta a zvyky způsobem odpovídajícím pochopení lidu. Mají také dohlédnout, aby jejich faráři s úctou a prozíravostí dodržovali stejná pravidla, s využitím pro svá vysvětlení, v nutném a vhodném případě, lidového jazyka. Ať se ve výuce (katechezi) různých svátostí drží požadavků Svatého synodu: biskupové se mají ujistit, že všechna tato poučení jsou přeložena do lidové řeči a vysvětlena věřícím každým farářem.“
Katechismus, i když byl psán v prvé řadě pro faráře, byl církví chápán rovněž jako pevné a stabilní schéma výuky pro věřící, zvláště týkající se nauky o milosti. Za tím účelem se dílo věrně drží dogmatických definic koncilu. Po vydání katechismu kvůli sporu o milosti pomáhající mezi tomisty a molinisty jezuité odmítli přijmout autoritu katechismu. V roce 1899 papež Lev XIII. v dopise francouzským biskupům doporučil studium římského katechismu všem seminaristům.
Text katechismu je rozdělen do čtyř částí:
1. Apoštolské vyznání víry
2. Svátosti
3. Desatero
4. Modlitba, zvláště Modlitba Páně

Jsou v něm body, které při koncilu nebyly projednávány, jako „papežský primát“ a „Limbus puerorum“, naprosto chybí nauka o odpustcích, která je uvedena v „Decretum de indulgentiis“, Zasedání XXV.
Biskupové sami si s šířením nového katechismu pospíšili, jak tím, že ho sami četli, aby si ho uložili do paměti, tak tím, že povzbuzovali kněze, aby o něm diskutovali na každém setkání a používali ho ke vzdělávání věřících.